# Жуковский, Борис Иванович
Жуковский Борис Иванович (1 февраля 1947, Кривой Рог, Днепропетровская область — 29 ноября 1982, Криничанский район, Днепропетровская область) — украинский советский поэт. Член литературного объединения «Рудана» (Кривой Рог).

## Биография
Родился 1 февраля 1947 года в городе Кривой Рог на Гданцевке.
Окончил с отличием Криворожский техникум рудничной автоматики. Работал слесарем на заводе «Криворожсталь». Служил в Советской армии.
В 1972 году окончил вечернее отделение Криворожского горнорудного института, инженер-конструктор. Работал инженером-конструктором на заводе горного оборудования «Коммунист». Затем начал заниматься журналистикой, работал редактором радиовещания рудоуправления имени Коминтерна в Кривом Роге.
В 1979—1982 годах — уполномоченный областного бюро пропаганды советского киноискусства в Кривом Роге.
В 1981 году стал победителем литературного конкурса молодых поэтов Украины газеты «Комсомольское знамя». Осенью 1982 года на собрании Днепропетровского отдела Союза писателей Украины рекомендован ко вступлению в Союз писателей СССР.
Был женат, воспитывал сына и дочь.
Погиб 29 ноября 1982 года в автомобильной катастрофе на 51-м километре трассы Днепропетровск — Кривой Рог вместе с семью другими криворожскими литераторами объединения «Рудана». Похоронен в Кривом Роге.

## Творчество
Начал писать стихи во время срочной службы в Советской армии.
За пятнадцать лет творческой деятельности написал несколько сотен стихов, которые публиковались в журналах «Юность», «Знамя», «Молодая гвардия», «Нева», «Смена», «Радуга», «Донбасс», «Советский воин», альманахах «Парус» и «Поэзия». В 1982 году опубликовал сборник «Граница» (Киев). Был соавтором восьми коллективных сборников.
Преимущественно писал философскую, гражданскую интимную лирику. Стихи были посвящены военным, шахтёрским, металлургическим темам. Был сторонником малых форм.

## Память
- Телефильм «Остановись. Запомни. Назови: 25 лет спустя» (ТРК «Рудана», Кривой Рог, 2007).